# Bromo and Juliet
Bromo and Juliet é um curta-metragem de comédia mudo norte-americano, realizado em 1926, estrelado por Charley Chase com o ator cômico Oliver Hardy. Uma cópia sobrevive no arquivo de filme na Biblioteca do Congresso.